# Moje Credo
Moje Credo – album polskiej piosenkarki Eleni, wydany w 1999 roku nakładem studia Hellenic.
Płyta jest swego rodzaju wyznaniem wiary artystki. Na krążku znalazły się nastrojowe piosenki oraz pieśni religijne. Nagrań dokonano w poznańskim studio Hellenic Records. Z piosenkarką współpracowali: Piotr Kałużny, Zbigniew Wrombel, Krzysztof Przybyłowicz i Aleksander Białous. Materiał wydano też na kasecie magnetofonowej.

## Lista utworów
Na krążku znalazły się następujące utwory: 
| 1.  | "Dobra Matko"                                     | 4:56  |
|     | - muzyka i tekst tradycyjne                       |       |
| 2.  | "Alleluja - miłość Twa"                           | 2:48  |
|     | - muzyka i tekst: A. Krefft                       |       |
| 3.  | "Gdzie jesteś"                                    | 4:45  |
|     | - muzyka: Pauline Michael Mills, tekst tradycyjny |       |
| 4.  | "S.O.S."                                          | 3:48  |
|     | - muzyka i tekst tradycyjne                       |       |
| 5.  | "Papieżu - Pielgrzymie"                           | 3:56  |
|     | - muzyka: L. Morena, tekst: L. Konopiński         |       |
| 6.  | "Wielki świat"                                    | 3:49  |
|     | - muzyka: F. Schubert, tekst: L. Konopiński       |       |
| 7.  | "Alleluja"                                        | 3:24  |
|     | - muzyka: G. Hadjinasios, tekst: N. Gatsos        |       |
| 8.  | "Przez ile dróg?"                                 | 3:50  |
|     | - muzyka i tekst B. Zimmerman                     |       |
| 9.  | "Ty wskazałeś drogę do miłości"                   | 3:18  |
|     | - muzyka i tekst tradycyjne                       |       |
| 10. | "Maryjo, śliczna Pani"                            | 4:52  |
|     | - muzyka i tekst tradycyjne                       |       |
| 11. | "Ave Maria"                                       | 2:30  |
|     | - muzyka: J.S. Bach                               |       |
|     |                                                   | 41:56 |
|     |                                                   |       |